# Kamratskap mellan män
Kamratskap mellan män är en roman från 1947 av den svenske författaren Josef Kjellgren.
Det är den tredje delen i en romanserie som inleddes med Smaragden (1939) och Guldkedjan (1940). I denna bok skildras hur manskapet på skonaren Fendra upptäcker vraket efter det förlista fartyget Smaragden och räddar dess enda överlevande Kalle från Kap. Liksom i Smaragden och andra romaner av Kjellgren är det genomgående temat författarens starka övertygelse om gemenskaphetens och solidaritetens betydelse.
Boken skrevs under den tid då författaren behandlades för tuberkulos och är betydligt kortare än de två första romanerna i serien. En avslutande del, Nu seglar jag, där Kalle från Kaps vidare öde skildras, blev aldrig fullbordad, men utgavs postumt 1948.